# 前田信兆
前田 信兆 （まえだ のぶよし、文久元年9月7日（1861年10月10日） - 昭和9年（1934年）） は、加賀藩出身の士族。裁判官。
父は加賀藩年寄前田直信。弟は男爵前田直行。子は前田彰、前田健二郎。通称孫八郎。位階は正四位。

## 生涯
文久元年（1861年）、前田直信の次男として生まれる。生家の前田土佐守家は、前田利政の長男直之に始まる家で、代々1万1000石を領し加賀藩の年寄を務める家柄であった。明治元年（1868年）姓を菅田と改め1100石を賜る。明治3年（1870年）前田に復姓し士族となる。明治16年（1883年）司法省法学校に入学。明治18年（1885年）法学校を卒業し判事補となる。明治20年（1887年）判事登用試験に合格し判事となり、東京控訴院判事、朝鮮総督府判事等を歴任。昭和9年（1934年）死去。享年73。次男健二郎は共立講堂の意匠設計などを手がけた建築家として知られる。

## 栄典
- 1890年（明治23年）8月6日 - 従七位[2]
- 1904年（明治37年）
  - 8月29日 - 従五位[3]
  - 12月27日 - 勲五等瑞宝章[4]
- 1911年（明治44年）12月26日 - 勲四等瑞宝章[5]
- 1920年（大正9年）1月1日 - 正四位[6]、勲三等瑞宝章[7]